# Kírinthos
Kirinthos  (en grec moderne : Κήρινθος) est un village du nord de l'île d'Eubée, en Grèce.